# ルネッサンス (マーカス・ミラーのアルバム)
『ルネッサンス』（Renaissance）は、アメリカ合衆国のベーシスト、マーカス・ミラーが2012年に発表したスタジオ・アルバム。純粋な新作アルバムとしては、『フリー』（2007年）以来5年ぶりの作品に当たる。

## 背景
「ジキルとハイド」は、アート・ブレイキー&ザ・ジャズ・メッセンジャーズ的なパートとジミ・ヘンドリックス&バンド・オブ・ジプシーズ的なパートから成る曲で、仮タイトルは「Wayne Hendrix」だったが、本作でエンジニアを務めたデイヴ・ウォードの案により改題された。「ゴーレイ」は、奴隷貿易の拠点であったゴレ島の「奴隷の家」を訪れた体験にインスパイアされて作られた。
「インタールード:ノクターナル・ミスト」はイスラエル・ホートン率いる「イスラエル&ニュー・ブリード」のアルバム『A Timeless Christmas』（2006年）収録曲のカヴァーで、ミラーはオリジナル・ヴァージョンにおいてバスクラリネットの演奏でゲスト参加していたが、本作ではベース主体のアレンジとなった。「タイトロープ」はジャネール・モネイのシングル・ヒット曲のカヴァーで、ミラーはモネイのヴァージョンに関して「ニューオーリンズの古いブギ・ウギを新しい音楽に仕立て上げた」と感じたことから、本作ではドクター・ジョンをゲストに起用した。
ジャクソン5のカヴァー「アイル・ビー・ゼア」と、ポール・チェンバースに捧げられたオリジナル曲「リバップ」（後者は日本盤ボーナス・トラック）は、ミラーのベースのみによる演奏である。

## 反響・評価
母国アメリカの『ビルボード』では、2012年8月25日付のBillboard 200で170位を記録し、トップ・ヒートシーカーズでは3位に達して、ジャズ・アルバム・チャートでは1位を獲得した。オランダのアルバム・チャートでは26位に達し、同国において自身初のトップ40入りを果たした。
John KelmanはAll About Jazzのレビューで5点満点中4.5点を付け「ミラーの多面的な才能を評価しつつ、ここ何年か続いた、彼の同じようなソロ・レコーディング群に飽きていた向きにとって、『ルネッサンス』は彼が優れた作曲家、ベーシスト、プロデューサーであることを再確認させる作品である」と評している。Thom Jurekはオールミュージックにおいて5点満点中4点を付け「ミラーのカタログ中、最も感情に訴えてくる作品かもしれない」「ほぼ全編にわたり、グルーヴと燃えるようなパワーがある」と評している。また、John Fordhamは『ガーディアン』紙のレビューで5点満点中3点を付け「ジャズ・ファンクのファンにとっては楽園である」と評している。

## 収録曲
特記なき楽曲はマーカス・ミラー作。
1. デトロイト - "Detroit" - 5:45
2. リデンプション - "Redemption" - 6:09
3. フェブラリー - "February" - 4:15
4. スリッピン・イントゥ・ダークネス - "Slippin' into Darkness" (Sylvester Allen, Harold Ray Brown, Morris Dickerson, LeRoy L. Jordan, Charles Miller, Lee Oskar, Howard E. Scott) - 9:17
5. ブラジリアン・ウェディング・ソング - "Setembro (Brazilian Wedding Song)" (Ivan Lins, Gilson Peranzzetta) - 6:39
6. ジキルとハイド - "Jekyll & Hyde" - 6:30
7. インタールード:ノクターナル・ミスト - "Interlude: Nocturnal Mist" (Luther "Mano" Hanes) - 1:16
8. リベレーション - "Revelation" - 4:46
9. ミスター・クリーン - "Mr. Clean" (Weldon Irvine, Jr.) - 5:01
10. ゴーレイ - "Gorée (Go-ray)" - 5:38
11. シーティーアイ - "Cee-Tee-Eye" - 7:39
12. タイトロープ - "Tightrope" (Charles Delbert Joseph II, Nathaniel Irvin III, Janelle Monáe, Antwan Patton) - 5:46
13. アイル・ビー・ゼア - "I'll Be There" (Hal Davis, William Hutchinson, Berry Gordy, Jr., Bob West, Freddy Wexler) - 3:50

### 日本盤ボーナス・トラック
1. リバップ - "Rebop (For Paul Chambers)" - 2:03

## 参加ミュージシャン
- マーカス・ミラー - ベース・ギター、フレットレスベース、 アコースティック・ベース、バスクラリネット
- ルーベン・ブラデス - ボーカル(on #5)
- グレッチェン・パーラト（英語版） - ボーカル(on #5)
- ドクター・ジョン - ラップ(on #12)
- アダム・アガティ - ギター(on #1, #7, #8, #11, #12)
- アダム・ロジャース - ギター(on #2, #4, #6, #9)、アコースティック・ギター(on #3, #10)
- ポール・ジャクソン・ジュニア - ギター(on #11)
- クリス・バワーズ - ピアノ(on #1, #4, #12)、ローズ・ピアノ(on #1, #11)
- フェデリコ・ゴンザレス・ペーニャ - ピアノ(on #3, #5, #6, #7, #8, #10)、ローズ・ピアノ(#2, #5, #9)
- ボビー・スパークス - オルガン(on #4, #6, #9)、クラビネット(on #9)
- ルイス・ケイトー - ドラムス(#13, #14を除く全曲)、ジャンベ(on #3)、コンガ(on #11)
- ラモーン・イスラス - パーカッション(on #4, #5, #7, #8)
- アレックス・ハン - アルト・サクソフォーン( #13, #14を除く全曲)
- モーリス・ブラウン - トランペット(on #1, #3, #4, #11)
- シーン・ジョーンズ - トランペット(on #2, #4, #6, #9)